# ナッシュ＝ケルビネーター
ナッシュ＝ケルビネーター・コーポレーション(Nash-Kelvinator Corporation)は、1937年から1954年まで存在していた、アメリカ合衆国の自動車及び家庭用電気製品メーカーである。
1937年、自動車会メーカーであったナッシュ・モーターズと、家庭用電気製品メーカーであったケルビネーター・アプライアンス会社の合併により誕生した。ケルビネーターの経営者だったジョージ・W・メイソンをナッシュ・モーターズの後継者としたチャールズ・W・ナッシュによる合併だった。
1952年、ケルビネーター「フード＝ア＝ラマ(Food-A-Rama)」両開きドア冷蔵庫が発売された。これは、最も初期の両開き(サイドバイサイド)の霜なし冷蔵庫だった。ケルビネーターの消費者向け製品は高級市場に向けたものだった。
1954年、ナッシュ＝ケルビネーターはミシガン州デトロイトのハドソン・モーター・カー・カンパニーを吸収合併、アメリカン・モーターズ・コーポレーション（AMC)となった。「ナッシュ」はAMCのブランドとして、1957年まで使用された。家庭用電気製品部門であったケルビネーターは、1968年にAMCから分離され、ホワイト・コンソリデーテッド・インダストリーズ (WCI) に売却された。

## 参照・脚注
1. ↑  http://www.antiqueappliances.com/treasures/1952Kelvinator.htm
2. ↑  http://www.scripophily.net/nasmotcom.html